# 두샨 슈벤토
두샨 슈벤토(슬로바키아어: Dušan Švento, 1985년 8월 1일 ~ )는 슬로바키아의 은퇴한 축구 선수이다. 레프트 윙과 레프트 백으로 활약했다.